# Smyril Line

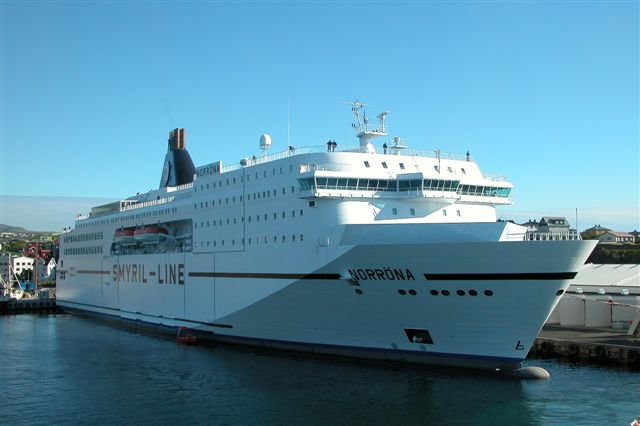
Norröna.

Smyril Line är ett färöiskt rederi, som kör bil- och passagerartrafik Hirtshals, Danmark – Tórshavn, Färöarna – Seyðisfjörður, Island. Denna linje avgår en tur i vardera riktning per vecka. Fartyget som seglar sträckan heter Norröna. 
Fram till 2009 trafikerades även Bergen i Norge och Lerwick på Shetlandsöarna. Denna trafik är numera inställd.
Smyril är det färöiska namnet för stenfalk.
Rederiet representeras i Sverige av Ferry Center i Ystad